# Иорданско-саудовские отношения
Иорданско-саудовские отношения — двусторонние дипломатические отношения между Иорданией и Саудовской Аравией. Протяжённость государственной границы между странами составляет 731 км.

## История
В 1924 году династия Хашимитов была вытеснена Абдул-Азизом II из Хиджаза, что вызвало возмущение у Иорданского Хашимитского Королевства. После окончания Второй мировой войны отношения между двумя монархиями стали относительно дружественными, особенно в период с 1955 по 1990 год. После того, как в 1958 году произошло свержение династии Хашимитов в Ираке, Саудовская Аравия оказала политическую поддержку Иордании. В 1967 году, после окончания Шестидневной войны, Эр-Рияд оказывал экономическую помощь Иордании с целью помочь ей преодолеть последствия войны. Саудовская Аравия также выступала посредником в конфликтах между Иорданией и её различными арабскими противниками, включая Организацию освобождения Палестины (ООП) в 1970—1971 годах и Сирию в 1980 году.
В 1990 году отказ Иордании поддержать Саудовскую Аравию во время её противостояния с Ираком шокировал и возмутил Эр-Рияд. Саудиты оценили данную позицию Иордании как удар ножом в спину. Саудовское правительство отреагировало жестко: все гранты и кредиты Иордании были прекращены; продажа нефти по низким ценам была прекращена; импорт товаров из Иордании был ограничен пошлинами. После того, как Ирак был побежден, Эр-Рияд отверг инициативу Иордании по восстановлению дружественных отношений. В 1990-е годы отношения между этими странами были весьма натянутыми. В 2000-е годы отношения между Иорданией и Саудовской Аравией нормализовались, страны вновь начали сотрудничать по основным моментам в экономике и внешней политике.